# Clive Betts
Clive James Charles Betts (né le 13 janvier 1950) est un homme politique britannique du parti travailliste et ancien économiste, qui est député de Sheffield Attercliffe de 1992 à 2010, et le député de Sheffield Sud-Est depuis 2010.

## Jeunesse
Betts est né le 13 janvier 1950 à Sheffield. Il fait ses études d'État à la Longley School de Sheffield, à la King Edward VII School, à Sheffield et au Pembroke College de Cambridge, où il obtient un BA en économie et politique.
Il rejoint le Parti travailliste en 1969 et rejoint le Congrès des syndicats en 1971 en tant qu'économiste. En 1973, il est nommé économiste au Derbyshire County Council et part au South Yorkshire County Council en 1974 où il est économiste jusqu'en 1986. En 1986, il est nommé économiste au District métropolitain de Rotherham.

## Conseil municipal de Sheffield
Betts se présente sans succès en tant que candidat du parti travailliste dans le quartier de Burngreave lors de l'élection du conseil municipal de 1975. Il est ensuite élu dans le quartier de Firth Park lors de l'élection du conseil municipal de 1976 et réélu en 1980, 1984 et 1988.
En tant que conseiller municipal de Sheffield, il est président du comité du logement pendant six ans, chef adjoint et président du comité des finances pendant un an et whip en chef du groupe travailliste pendant trois ans. Il est également ancien secrétaire du groupe.
Betts est chef adjoint du conseil municipal de Sheffield sous David Blunkett en 1986. Il succède à Blunkett à la tête du Conseil en 1987 après l'élection de ce dernier comme député de Sheffield Brightside. En tant que chef du Conseil, Betts préside à la décision controversée du Conseil de financer les Jeux mondiaux étudiants de 1991.

## Carrière parlementaire
En octobre 1974, il se présente sans succès aux élections à la Chambre des communes comme candidat du Parti travailliste dans le siège conservateur sûr de Sheffield Hallam, battu par le sortant John Osborn. Lors des élections générales suivantes il se présente sans succès au siège conservateur de Louth, battu par le titulaire Michael Brotherton.
Il est choisi pour se présenter au siège travailliste sûr de Sheffield Attercliffe après la retraite du député travailliste sortant Patrick Duffy (homme politique britannique) (en). Aux élections générales de 1992, Betts est élu à une large majorité et prononce son premier discours le 6 mai 1992.
Betts est nommé whip de l'opposition sous Tony Blair en 1996, et après les élections générales de 1997, il entre au gouvernement en tant que whip adjoint. Il est promu en 1998 au poste de whip à part entière, avec le titre de Lord Commissaire au Trésor, il quitte le gouvernement après les élections générales de 2001.
Le 10 juin 2010, il est élu président du Comité des communautés et des collectivités locales et, le 19 juin 2015, il est réélu sans opposition à la présidence.
En 2003, Betts est suspendu de la Chambre des communes pendant sept jours pour des irrégularités concernant l'emploi et le visa de Jose Gasparo, un étudiant brésilien ayant une expérience antérieure en tant qu'escorte masculine. 
Betts est reconnu coupable d'avoir enfreint le code de conduite des députés, le Comité des normes et des privilèges déclarant qu'il avait agi «extrêmement bêtement» et risquait de porter atteinte à la confiance du public dans l'intégrité du Parlement. Des préoccupations particulières concernaient le fait que Betts n'avait pas divulgué les antécédents de Gasparo aux autorités parlementaires et le fait que Betts avait sciemment photocopié un document modifié au nom de Gasparo. Betts présente des "excuses sans réserve" dans une déclaration personnelle aux députés lorsque le rapport a été publié.
Betts soutient le maintien dans l'UE lors du référendum d'adhésion au Royaume-Uni en 2016 .
Il soutient Owen Smith lors de l'élection à la direction du Parti travailliste (Royaume-Uni) en 2016.

## Vie privée
Betts vit dans une ferme à la frontière du Derbyshire avec son partenaire James Thomas, également employé comme assistant parlementaire. Il joue au cricket, soutient le Sheffield Wednesday FC, et dans le passé a joué au squash, au football et est un coureur régulier du Marathon de Sheffield. 